# Трент Александер Арнолд
Трент Џон Александер Арнолд (енгл. Trent John Alexander-Arnold; Ливерпул, 7. октобра 1998) професионални је енглески фудбалер који тренутно наступа за Реал Мадрид и репрезентацију Енглеске на позицији десног бека.

## Каријера

### Ливерпул

#### Почеци и млађе категорије
Александер Арнолд је рођен у предграђу Ливерпула, где је похађао основну школу „Апостол Матеј” (енгл. St Matthews Catholic Primary School). Када је имао шест година, локални фудбалски клуб, Ливерпул, био је домаћин летњег кампа, на који је позвана његова школа. Име Александера Арнолда извучено је из шешира потенцијалних учесника тог догађаја и он је касније присуствовао кампу, где га је приметио тренер академије Ијан Бариган и понудио му прилику да се придружи клупској академији. У почетку је тренирао два до три пута недељно, да би касније носио капитенску траку у узрастима до 16 и 18 година старости. Александер Арнолд се издвојио током свог развоја у академији клуба, а бивши капитен клуба, Стивен Џерард напоменуо је у својој биографији, 2015. године, да се ради о играчу који представља будућност Ливерпула. Александер Арнолд је првом тиму прикључен код тренера Брендана Роџерса, пред почетак сезоне 2015/16, наступивши у пријатељској утакмици против Свиндон тауна, што је био његов незванични дебитантски наступ за клуб.

#### Сезона 2016/17: прве сениорске утакмице
Лета 2016, у склопу припрема за наредну сезону, Александер Арнолд је био део првог тима на турнеји у Сједињеним Америчким Државама, да би за тим званично дебитовао у Лига купу, против Тотенхема, 25. октобра исте године. Утакмицу је започео у стартној постави, да би га средином другом полувремена на терену заменио Натанијел Клајн. Александер-Арнолд је на утакмици добио јавну опомену због прекршаја над Беном Дејвисом. Заједно са саиграчем, Данијелом Стариџем, Александер Арнолд се нашао у тиму кола овог такмичења.
Дана 9. новембра 2016, Ливерпул је обелоданио да је Александер Арнолд обновио уговор, а исто су тада учинили и Бен Вудберн, такође полазник клупске академије, односно Кевин Стјуарт. Александер Арнолд је нешто касније, истог месеца започео и своју другу званичну утакмицу у Лига купу, на којој је забележио асистенцију Дивоку Оригију за први погодак у победи од 2-0 над екипом Лидс јунајтеда, када је проглашен играчем утакмице. Александер Арнолд је свој дебитантски наступ у Премијер лиги забележио ушавши у игру уместо Оригија на утакмици против Мидлсброа, 14. децембра 2016, да би 15. јануара наредне године уписао свој први наступ у овом такмичењу у стартној постави екипе, против Манчестер јунајтеда. Дана 9. маја, 2017. године, Александер Арнолд је добио признање за најбољег младог играча Ливерпула. Касније, истог месеца, он је био номинован и за најбољег играча развојне лиге за резервисте, али је награду добио Оливер Макберни из екипе Свонзија. Током сезоне 2016/17, Александер Арнолд је одиграо укупно 12 утакмица у свим такмичењима.

#### Сезона 2017/18: финале Лиге шампиона
Током припремног периода за сезону 2017/18, Александер Арнолд је потписао нови вишегодишњи уговор са клубом. Свој први гол у сениорском фудбалу, Александер Арнолд је постигао у првој утакмици плеј-офа за Лигу шампиона, против екипе Хофенхајма, 15. августа 2017, када је погодио из слободног ударца. На тај начин је постао трећи фудбалер Ливерпула који је био стрелац на свом дебитантском наступу у европском такмичењу, након Мајкла Овена и Дејвида Феркла. Током групне фазе овог такмичења, Александер Арнолд је такође био стрелац на гостовању Марибору, 17. октобра, коју је Ливерпул добио резултатом 7-0, што представља победу са највећим бројем голова на страни у овом такмичењу. Он је потом постигао и свој први гол у Премијер лиги дан након католичког Божића, у победи од 5-0 над екипом Свонзија на Енфилду.
Дана 4. априла, 2018. године, Александер Арнолд је постао најмлађи енглески фудбалер који је започео утакмицу четвртфинала Лиге шампиона, одигравши свих 90 минута утакмице против Манчестер ситија. Играчев допринос овом резултату довео је до његовог означавања играчем утакмице у медијима, због начина којим је неутралисао нападачке карактеристике противничког крилног играча, Санеа. Он је запажену улогу такође остварио и у другој против истог ривала, доприневши пласману Ливерпула у полуфинале овог такмичења након 10 година. Услед партија које је приказао током сезоне, Александер Арнолд је по други пут проглашен најбољим младим играчем Ливерпула 10. маја, 2018. Дана 26, истог месеца, Александер Арнолд је постао најмлађи играч у клупској историји који се нашао у стартној постави финалне утакмице Лиге шампиона, против Реала из Мадрида. Иако је Ливерпул изгубио резултатом 3-1, а Александер Арнолд на својој страни за директног противника имао Кристијана Роналда, игра десног бека ове екипе оцењена је задовољавајућом. Почетком јула 2018, Александер Арнолд се нашао у конкуренцији играча за награду „Златни дечак”, заједно са саиграчем Беном Вудберном и чланом клупске академије Хербијем Кејном.

## Репрезентација

### Млађе селекције
Александер Арнолд је био члан свих млађих селекција репрезентације Енглеске од 2013. године, док је са кадетским тимом своје државе учествовао на Светском првенству 2015. у Чилеу. Године 2016, на свој 18. рођендан, Александер Арнолд је постигао два поготка за селекцију до 19 година старости у победи од 3-1 над екипом Хрватске. Исти учинак поновио је и у новембру, када је његова екипа претрпела пораз од екипе Велса, резултатом 3-2. Његов први погодак на утакмици касније је званично приписан Марку Харису, као аутогол. Александер Арнолд је такође два пута био прецизан и у победи против селекције Шпаније, 24. марта 2017, којом се Енглеска пласирала на Европско првенство за играче до 19 година старости, исте године. На том такмичењу није наступао због клупских обавеза, док је репрезентација Енглеске освојила трофеј, савладавши Португалију у финалној утакмици.
Наредног месеца, Александер Арнолд је добио први позив у младу репрезентацију Енглеске, за квалификационе утакмице против Холандије и Летоније. За ову селекцију дебитовао је 5. септембра, нашавши се у стартној постави утакмице одигране у Борнмуту.

### Сениорски тим
У марту 2018, Александер Арнолд је позван на окупљање сениорског тима репрезентације Енглеске за пријатељске сусрете са екипама Италије и Холандије. Два месеца касније, у мају исте године, селектор Герет Саутгејт уврстио га је на списак путника за Светско првенство у Русији. За тим је дебитовао у припремној утакмици пред почетак такмичења, 7. јуна 2018, нашавши се у стартној постави екипе у победи над Костарике. Пре почетка утакмице, екипу је посетио Принц Вилијам, војвода од Кембриџа, који је том приликом играчу уручио дрес са бројем 22. Александер Арнолд се први пут нашао у саставу за такмичарску утакмицу у последњем колу групне фазе Светског првенства, против селекције Белгије, након што су оба ривала обезбедила пролаз у наредну рунду. На тај начин је постао четврти играч у историји репрезентације своје државе, који је као адолесцент почео утакмицу на Светском првенству. Како је Киран Трипијер имао предност на позицији десног бека, испоставило се да је то био једини наступ Александера Арнолда на овом такмичењу. Енглеска је у полуфиналу поражена од Хрватске након продужетака, а потом и од Белгије у окршају за бронзану медаљу, освојивши тако четврто место на турниру.

## Приватно
Александер Арнолд је рођак некадашњег фудбалера Рединга и Милвола, односно бившег секретара Манчестер јунајтеда, Џона Александера. Његова баба по мајци, Дорин Карлинг, била је у вези са Алексом Фергусоном, некадашњим тренером клуба из Манчестера, пре селидбе у Њујорк. Александер Арнолд је такође имао право наступа и за селекцију Сједињених Америчких Држава, пре него што је одабрао да представља земљу рођења. Има двојицу браће, четири године старијег Тајлера и Марсела, три године млађег од себе.
Поред фудбала, Александер Арнолд волонтира као амбасадор за хуманитарне кампање у Ливерпулу, под називом „Сат за друге”, која настоји да обезбеди залихе хране, играчке и ствари неопходне за свакодневни живот сиромашним члановима заједнице и пружи им помоћ у образовању. У томе учествује од пубертета, а охрабрење за своје деловање добија од мајке Дајане, која га је упознала са вредностима хуманитарног рада.

## Статистика

#### Клупска
| Клуб     | Сезона   | Лига          | Лига    | Лига   | ФА куп  | ФА куп | Лига куп | Лига куп | Европа  | Европа | Остало  | Остало | Укупно  | Укупно |
| Клуб     | Сезона   | Дивизија      | Наступа | Голова | Наступа | Голова | Наступа  | Голова   | Наступа | Голова | Наступа | Голова | Наступа | Голова |
| -------- | -------- | ------------- | ------- | ------ | ------- | ------ | -------- | -------- | ------- | ------ | ------- | ------ | ------- | ------ |
| Ливерпул | 2016/17. | Премијер лига | 7       | 0      | 2       | 0      | 3        | 0        | —       | —      | —       | —      | 12      | 0      |
| Ливерпул | 2017/18. | Премијер лига | 19      | 1      | 2       | 0      | 0        | 0        | 12      | 2      | —       | —      | 33      | 3      |
| Ливерпул | Каријера | Каријера      | 26      | 1      | 4       | 0      | 3        | 0        | 12      | 2      | —       | —      | 45      | 3      |

- Ажурирано 6. јула 2018. године.[60]

#### Репрезентативна
| Енглеска | Енглеска | Енглеска |
| Године   | Наступа  | Голова   |
| -------- | -------- | -------- |
| 2018.    | 5        | 1        |
| 2019.    | 2        | 0        |
| Укупно   | 7        | 1        |

- Ажурирано 22. септембра 2019. године.[61]

## Трофеји

### Ливерпул
- Премијер лига (2) : 2019/20, 2024/25.
- ФА куп (1) : 2021/22.
- Лига куп (1) : 2021/22.
- ФА Комјунити шилд (1) : 2022.
- Лига шампиона (1) : 2018/19.
- Суперкуп Европе (1) : 2019.
- Светско клупско првенство (1) : 2019.